# Ned Beatty
Pour les articles homonymes, voir Beatty.
Ned Beatty est un acteur américain, né le 6 juillet 1937 à Louisville  (Kentucky) et mort le 13 juin 2021 à Los Angeles (Californie). 
Révélé par le film de John Boorman Délivrance (1972), il est également apparu dans la saga Superman aux côtés de Christopher Reeve et des séries télévisées comme Les Routes du paradis.

## Biographie

### Jeunesse et débuts
Ned Thomas Beatty naît à Louisville (Kentucky). Fils de Charles William Beatty (8 août 1907 - 27 octobre 1952) et Margaret Fortney (26 avril 1907 - 29 janvier 1991), il a une sœur aînée, Mary Margaret. En 1947, il commence à chanter dans des quatuors de gospel et de barbershop à Saint Matthews, et dans son église locale. Il reçoit une bourse pour chanter dans la chorale de l'université Transylvania à Lexington, mais en sort sans diplôme.
En 1956, il fait ses débuts sur scène dans Wilderness Road, un spectacle historique en plein air donné à Berea. Durant dix ans, il travaille au Barter Theatre à Abingdon en Virginie. De retour dans le Kentucky, il joue jusqu'au milieu des années 1960 au Clarksville Little Theatre (Indiana) et au tout nouveau Actors Theatre de Louisville, notamment dans le rôle principal de Mort d'un commis voyageur en 1966.

### Carrière
En 1972, Beatty fait ses débuts au cinéma dans le rôle de Bobby Trippe dans Deliverance de John Boorman, avec Jon Voight et Burt Reynolds, qui se déroule dans le nord de la Géorgie. Le personnage de Beatty est forcé de se déshabiller sous la menace d’une arme par deux montagnards qui l’humilient et le violent, une scène si choquante qu’elle est encore considérée comme une référence du genre Beatty a admis que la plupart des gens qui ont travaillé sur le film ne voulaient pas la faire, mais c’était une scène importante. Le film est le cinquième plus gros succès de l’année, et il comprend également Dueling Banjos comme thème principal, qui devient un hit. La même année, il est aussi apparu dans Juge et Hors-la-loi, un western avec Paul Newman. Puis on le voit dans le téléfilm de Philip Leacock, Dying Room Only, où il campe un personnage très inquiétant auprès de Ross Martin, tenancier d’un motel perdu sur une route d’Alabama.
En 1978, Beatty apparaît dans Sauvez le Neptune, un film catastrophe à bord d’un sous-marin nucléaire avec Charlton Heston. Le film est important surtout parce qu’il s’agit du premier film de Christopher Reeve, future covedette de Beatty. En effet, plus tard cette année-là, Beatty a été choisi par Richard Donner pour jouer le rôle d'Otis, le bras droit de Lex Luthor dans le film Superman, comme il le sera dans la suite de 1980, Superman 2, où son personnage est laissé en prison.
En 2013 il tourne dans Destination Love, un film comique américain réalisé par et écrit par David E. Talbert d’après son livre Baggage Claim, en face de Paula Patton, Adam Brody, Djimon Hounsou, Taye Diggs, Christina Milian et Derek Luke, ce sera le dernier rôle de Beatty dans un film avant sa retraite.

### Mort
Il meurt le 13 juin 2021 de causes naturelles à son domicile de Los Angeles.

## Filmographie

### Cinéma
- 1972 : Délivrance de John Boorman : Bobby Trippe
- 1972 : Juge et Hors-la-loi (The Life and Times of Judge Roy Bean) de John Huston : Tector Crites
- 1973 : Le Voleur qui vient dîner (The Thief Who Came to Dinner), de Bud Yorkin : Deams
- 1973 : The Last American Hero de Lamont Johnson : Hackel
- 1973 : Les Bootleggers (White Lightning) de Joseph Sargent : le sheriff J.C. Connors
- 1975 : W.W. and the Dixie Dancekings de John G. Avildsen : Country Bull
- 1975 : Nashville de Robert Altman : Delbert Reese
- 1976 : Les Hommes du président (All the President's Men) de Alan J. Pakula : Martin Dardis
- 1976 : Le Bus en folie (The Big Bus) de James Frawley : Shorty Scotty
- 1976 : Network : Main basse sur la télévision (Network) de Sidney Lumet : Arthur Jensen
- 1976 : Transamerica Express (Silver Streak) d'Arthur Hiller : Bob Sweet
- 1976 : Mikey and Nicky d'Elaine May : Kinney
- 1977 : L'Exorciste 2 : L'Hérétique (Exorcist II : The Heretic) de John Boorman : Edwards
- 1977 : Alambrista! de Robert Milton Young : Anglo Coyote
- 1978 : Sauvez le Neptune (Gray Lady Down) de David Greene : Mickey
- 1978 : The Great Bank Hoax (en) de Joseph Jacoby : Julius
- 1978 : Superman de Richard Donner : Otis
- 1979 : Promises in the Dark de Jerome Hellman : Bud Koenig
- 1979 : Le Malin (Wise Blood) de John Huston : Hoover Shoates
- 1979 : 1941 de Steven Spielberg : Ward Douglas
- 1980 : The American Success Company de William Richert : M. Elliott
- 1980 : Jeux d'espions (Hopscotch), de Ronald Neame : Myerson
- 1980 : Superman 2 de Richard Lester : Otis
- 1981 : La Femme qui rétrécit (The Incredible Shrinking Woman) de Joel Schumacher : Dan Beame
- 1982 : Le Joujou (The Toy) de Richard Donner : Sydney Morehouse
- 1983 : L'As de cœur (Stroker Ace) de Hal Needham : Clyde Torkle
- 1983 : Touched de John Flynn : Herbie
- 1985 : Restless Natives (en) de Michael Hoffman : Bender
- 1986 : À fond la fac (Back to School) d'Alan Metter : Dean Martin
- 1987 : Big Easy : Le Flic de mon cœur (The Big Easy) de Jim McBride : Jack Kellom
- 1987 : Le Quatrième Protocole (The Fourth Protocol) de John Mackenzie : Borisov / Pavel Petrovic
- 1987 : Rolling Vengeance (en) de Steven Hilliard Stern : Tiny Doyle
- 1987 : The Trouble with Spies (en) de Burt Kennedy : Harry Lewis
- 1988 : Shadows in the Storm (en) de Terrell Tannen : Thelonious Pitt
- 1988 : Scoop (Switching Channels) de Ted Kotcheff : Roy Ridnitz
- 1988 : L'Ange des ténèbres (en) (The Unholy) de Camilo Vila : Lt. Stern
- 1988 : Midnight Crossing de Roger Holzberg : Ellis
- 1988 : After the Rain d'Harry Thompson : Kozen
- 1988 : Purple People Eater de Linda Shayne (en) : Grandpa
- 1989 : Time Trackers d'Howard R. Cohen : Harry Orth
- 1989 : Preuve à l'appui (en) (Physical Evidence) de Michael Crichton : James Nicks
- 1989 : Tennessee Nights de Nicolas Gessner : Charlie Kiefer
- 1989 : Chattahoochee de Mick Jackson : Dr. Harwood
- 1989 : Ministry of Vengeance de Peter Maris (en) : le révérend Bloor
- 1990 : Going Under de Mark W. Travis : l'amiral Malice
- 1990 : Big Bad John (en) de Burt Kennedy : Charlie
- 1990 : Angel Square (en) d'Anne Wheeler : l'officier Ozzie O'Driscoll / le père Noël
- 1990 : A Cry in the Wild (en) de Mark Griffiths : Pilot Jake Holcomb
- 1990 : Y a-t-il un exorciste pour sauver le monde ? (Repossessed) de Bob Logan (en) : Ernest Weller
- 1991 : Captain America d'Albert Pyun : Sam Kolawetz
- 1991 : Hear My Song de Peter Chelsom : Josef Locke
- 1992 : Visions troubles (Blind Vision) de Shuki Levy : sergent Logan
- 1992 : Le Baiser empoisonné (Prelude to a Kiss) de Norman René : Dr. Boyle
- 1993 : Ed and His Dead Mother de Jonathan Wacks (en) : Uncle Benny
- 1993 : Rudy de David Anspaugh : Daniel Ruettiger
- 1994 : Replikator (en) de Philip Jackson : Insp. Victor Valiant
- 1994 : Outlaws: The Legend of O.B. Taggart de Rupert Hitzig :
- 1994 : Radioland Murders de Mel Smith :général Walt Whalen
- 1995 : Juste Cause (Just Cause) d'Arne Glimcher : McNair
- 1997 : The Curse of Inferno de John Warren : Moles Huddenel
- 1998 : He Got Game de Spike Lee : Warden Wyatt
- 1999 : Cookie's Fortune de Robert Altman : Lester Boyle
- 1999 : Perpète (Life) de Ted Demme : Dexter Wilkins
- 1999 : Spring Forward (en) de Tom Gilroy : Murph
- 2002 : This Beautiful Life de Jon Beatty : Bum
- 2002 : Plein Gaz (Thunderpants) de Peter Hewitt : Gen. Ed Sheppard
- 2003 : Where the Red Fern Grows (en) de Lyman Dayton et Sam Pillsbury : The sheriff
- 2005 : Sweet Land (en) d'Ali Selim (en) : Harmo
- 2007 : Shooter, tireur d'élite d'Antoine Fuqua : le sénateur Charles F. Meachum
- 2007 : The Walker de Paul Schrader : Jack Delorean
- 2008 : La Guerre selon Charlie Wilson de Mike Nichols : Doc Long
- 2009 : Dans la brume électrique de Bertrand Tavernier : Twinky LeMoyne
- 2010 : Toy Story 3 de Lee Unkrich : Lotso (voix originale)
- 2010 : The Killer Inside Me de Michael Winterbottom : Chester Conway
- 2011 : Rango de Gore Verbinski : Tortoise John, le maire (voix originale)
- 2013 : Destination Love (Baggage Claim) de David E. Talbert (en) : M. Donaldson

### Télévision

#### Téléfilms
- 1972 : Footsteps de Paul Wendkos : Frank Powell
- 1973 : La Disparition (Dying Room Only) de Philip Leacock : Tom King
- 1974 : Exécuté pour désertion (The Execution of Private Slovik) de Lamont Johnson : Father Stafford
- 1975 : Attack on Terror: The FBI vs. the Ku Klux Klan (en) de Marvin J. Chomsky : Ollie Thompson
- 1975 : The Deadly Tower (en) de Jerry Jameson : Allan Crum
- 1977 : Tail Gunner Joe de Jud Taylor : Sylvester
- 1977 : Our Town de George Schaefer : Dr. Gibbs
- 1978 : A Question of Love de Jerry Thorpe : Dwayne Stabler
- 1979 : Mort au combat (Friendly Fire) de David Greene : Gene Mullen
- 1980 : Guyana Tragedy: The Story of Jim Jones de William A. Graham : Leo Ryan
- 1980 : Le Noir et le blanc (All God's Children) de Jerry Thorpe : Mike Naponic
- 1981 : The Violation of Sarah McDavid de John Llewellyn Moxey : Dr. Walter Keys
- 1981 : Splendor in the Grass (en) de Richard C. Sarafian : Ace Stamper
- 1981 : All the Way Home de Delbert Mann : Ralph Follet
- 1982 : Pray TV (en) de Robert Markowitz : le révérend Freddy Stone
- 1982 : A House Divided: Denmark Vessey's Rebellion de Stan Lathan : ?
- 1982 : Une femme nommée Golda (A Woman Called Golda) de Alan Gibson : le sénateur Durward
- 1983 : Kentucky Woman (en) de Walter Doniger : Luke Telford
- 1985 : Konrad de Nell Cox : M. Thomas
- 1995 : Liaison interdite (The Affair) de Paul Seed : le colonel Banning
- 1985 : Les Otages (Hostage Flight) de Steven Hilliard Stern : Art Hofstadter
- 1986 : The Haunting of Barney Palmer de Yvonne Mackay : Cole Scholar
- 1988 : La délivrance (Go toward the light) de Mike Robe : George
- 1989 : Cache-cache mortel (Spy) de Philip Frank Messina : Thomas Ludlow
- 1989 : Last Train Home de Randy Bradshaw : Cornelius van Horne
- 1990 : Back to Hannibal: The Return of Tom Sawyer and Huckleberry Finn (en) de Paul Krasny : The Duke of Bridgewater
- 1990 : The Tragedy of Flight 103: The Inside Story de Leslie Woodhead : Edward C. Acker
- 1992 : Illusions de Victor Kulle : George Willoughby
- 1992 : Trial: The Price of Passion de Paul Wendkos : Scoot Shepard
- 1992 : T Bone et Fouinard (it) (T Bone N Weasel) de Lewis Teague : Doc Tatum
- 1995 : The Affair de Paul Seed : Col. Banning
- 1996 : Crazy Horse, le plus grand d'entre nous (en) (Crazy Horse) de John Irvin : Dr. McGillicuddy
- 2000 : The Wilgus Stories de Andrew Garrison : Fat Monroe
- 2000 : Homicide: The Movie (en) de Jean de Segonzac : Stan Bolander
- 2002 : Roughing It de Charles Martin Smith : Slade
- 2004 : Le Bonnet de laine (The Wool Cap) de Steven Schachter : le père de Charlie

#### Séries télévisées
- 1973 : Kojak, épisode pilote L'Affaire Marcus-Nelson : l'inspecteur Dan Corrigan
- 1976 : Hunter (Hunter) : Lt. Kluba
- 1976 : NBC Special Treat (en), épisode Big Henry and the Polka Dot Kid (2.2) : Big Henry
- 1977 : Lucan (en) : Larry MacElwaine (épisode pilote)
- 1977-1978 : Szysznyk (en) : Nick Szysznyk (15 épisodes)
- 1982 : American Playhouse (en), épisode The Ballad of Gregorio Cortez : le chef des lyncheurs
- 1984 : Celebrity (en) : Otto Leo (3 épisodes)
- 1984 : Les Derniers Jours de Pompéi (The Last Days of Pompeii) : Diomed (3 épisodes)
- 1984 : Arabesque : L'Assassinat de Sherlock Holmes (The Murder of Sherlock Holmes) : Roy Gunderson
- 1985 : Robert Kennedy and His Times (en) : J. Edgar Hoover (1 épisode)
- 1985 : Alfred Hitchcock présente : Larry Broome (épisode pilote)
- 1985 : American Playhouse (en), épisode  Charlotte Forten's Mission: Experiment in Freedom : le révérend Mansfield French
- 1989 : Un privé nommé Stryker (B.L. Stryker) : ? (saison 2, épisode 1)
- 1993 : The Boys (en) : Herbert Francis « Bert » Greenblatt (6 épisodes)
- 1993-1995 : Homicide : l'inspecteur Stanley Bolander
- 1996 : Les Voyages de Gulliver (Gulliver's Travels) : le fermier Grultrud (1 épisode)
- 1999 : Lonesome Dove : Le Crépuscule (Streets of Laredo) : le juge Roy Bean (3 épisodes)
- 2001 : Un bon petit rat (en) : Mudduck (3 épisodes)

## Distinctions

### Récompenses
- Drama Desk Awards 2004 : Meilleur acteur dans un second rôle pour La Chatte sur un toit brûlant
- Festival international du film de RiverRun 2006 : prix d'honneur

### Nominations
- Oscars 1977 : Meilleur acteur dans un second rôle pour Network
- Primetime Emmy Awards 1979 : Meilleur acteur dans une mini-série ou un téléfilm pour Mort au combat (Friendly Fire)
- Emmy Awards 1990 : Meilleur acteur dans un second rôle dans une mini-série ou un téléfilm pour Last Train Home
- Golden Globes 1992 : Meilleur acteur dans un second rôle pour Hear My Song
- MTV Movie Awards 2011 : Meilleur méchant pour Toy Story 3

## Voix françaises
| - Albert Augier (*1924 - 2007) dans : - Délivrance - Le Voleur qui vient dîner - Superman (1er doublage) - Superman 2 - Le Quatrième Protocole - William Sabatier (*1923 - 2019) dans : - Juge et Hors-la-loi - Les Bootleggers - Homicide (série télévisée) - Juste Cause - Jacques Ferrière (*1932 - 2005) dans : - Les Hommes du président - 1941 - Le Joujou - À fond la fac - Roger Lumont dans : - Le Bus en folie - The Killer Inside Me - Jacques Marin (*1919 - 2001) dans : - Sauvez le Neptune - Arabesque (série télévisée) - Vincent Grass dans : - Rampart - Rango (voix) | Et aussi - Serge Sauvion (*1929 - 2010) dans La Disparition (téléfilm) - Jean Davy (*1911 - 2001) dans Network : Main basse sur la télévision - Jacques Dynam (*1923 - 2004) dans Transamerica Express - Henri Poirier (*1932 - 2005) dans L'Exorciste 2 : L'Hérétique (1er doublage) - Daniel Lafourcade dans Superman (2e doublage) - Philippe Dumat (*1925 - 2006) dans Les Derniers Jours de Pompéi (mini-série) - André Valmy (*1919 - 2015) dans Big Easy : Le Flic de mon cœur - Georges Berthomieu (*1933 - 2005) dans Y a-t-il un exorciste pour sauver le monde ? - Francis Lax (*1930 - 2013) dans Les Voyages de Gulliver (mini-série) - Hervé Bellon dans He Got Game (2e doublage) - Richard Leblond (*1944 - 2018) dans Shooter, tireur d'élite - Roger Carel (*1927 - 2020) dans La Guerre selon Charlie Wilson - Igor de Savitch dans Toy Story 3 (voix) |